# Веселина (река)
Вижте пояснителната страница за други значения на Веселина.
Веселина (в долното течение Джулюница) е река в Северна България, област Велико Търново – общини Елена, Велико Търново, Златарица и Лясковец, ляв приток на Стара река, от басейна на Янтра. Дължината ѝ е 70 km, която ѝ отрежда 49-о място сред реките на България.

## Описание
Река Веселина извира от Елено-Твърдишка планина, югозападно от село Дрента, община Елена, на 784 m н.в. До село Добревци тече на североизток, а след това на север до вливането си в язовир „Йовковци“ в дълбока залесена долина и малко долинно разширение в района на село Тодювци. След като изтече от язовира до Къпиновския манастир пресича Еленските височини в дълбок и живописен 4-километров пролом. След манастира завива на североизток и долината ѝ става широка с обработваеми земи. След като приеме отдясно притока си Бебровска река (Каменица) завива на север вече под името Джулюница и се влива отляво в Стара река (от басейна на Янтра) на 64 m н.в., на 2,2 km северно от село Джулюница, до шосето София – Варна.
Площта на водосборния басейн на Веселина е 882 km2, което представлява 35,9% от водосборния басейн на Стара река.
Основни притоци – → ляв приток, ← десен приток:
- → Манев дол
- ← Божицка река
- ← Ямовщица
- ← Злата
- ← Алтъница
- ← Липовница
- → Кантарица
- → Топля
- → Плаковица
- ← Златаришка река

- ← Костелска река (Марянска река)

- ← Бебровска река (Каменица)

Среден тодишен отток при язовир „Йовковци“ 2,4 m3/s, с ясно изразено пролетно пълноводие от март до юни и лятно-есенно маловодие – юли-октомври.
По течението на реката са разположени 1 град и 9 села:
- Община Елена – Дрента, Тодювци, Султани, Карандили, Мирчовци, Багалевци;
- Община Велико Търново – Къпиново, Миндя;
- Община Златарица – град Златарица;
- Община Лясковец – Джулюница.

В горното течение на реката, преди пролома ѝ през Еленските височини водите на Веселина са хванати в големия язовир „Йовковци“, който освен че осигурява питейна вода на град Велико Търново и множеството села в региона е и приятно място за отдих и риболов. През последните 10 – 15 години в малките селца покрай язовира се изградиха и функционират множество къщи за гости и хотелски комплекси, които предоставят на гостите си чудесни условия за почивка, спорт и туризъм, съчетани с еколологично чисти хранителни продукти от Еленския Балкан.
От северната страна, на изхода на пролома на реката, на левия ѝ бряг се намира и Къпиновския манастир, в непосредствена близост до който има изградени почивни бази и спортни игрища. В близост до манастира образува неголям водопад известен като Капиновски водопад.
По течението на реката в землището на селата Къпиново и Миндя на площ от 98,62 хектара е обявена за защитена местност. Обявена е за такава през 2012 г. с цел:
- Опазване на крайречни гори от елши, върби и тополи, смесени термофилни дъбови гори и стари речни корита, със съобщества от влаголюбива растителност по поречието на реката.
- Опазване на местообитания на защитени, редки и уязвими растителни и животински видове, като: елвезиево кокиче, балкански щипок, дъждовник, малък гребенест тритон, гребенест тритон на Буреш, жълтокоремна бумка, жаба дървесница, обикновена блатна костенурка.
- Опазване на местообитания на защитени, редки и уязвими животински видове, като: сива чапла, малък воден бик, черен щъркел, обикновен мишелов, малък ястреб, сокол орко, ливаден дърдавец, зеленоножка, голям горски водобегач, чухал, земеродно рибарче, обикновен пчелояд, сив кълвач, тръстиково шаварче, ястребогушо коприварче, градинска овесарка, видра.

В долното ѝ течение, покрай десният ѝ бряг, на протежение от 10,4 km, между село Джулюница и разклона за село Родина преминава участък от Републикански път III-4004.

## Топографска карта
- Лист от карта K-35-40. Мащаб: 1 : 100 000.
- Лист от карта K-35-28. Мащаб: 1 : 100 000.